# Cynorkis elegans
Cynorkis elegans är en orkidéart som beskrevs av Heinrich Gustav Reichenbach. Cynorkis elegans ingår i släktet Cynorkis, och familjen orkidéer. Inga underarter finns listade i Catalogue of Life.